# 川崎医疗短期大学
川崎医疗短期大学（日语：／ Kawasaki Iryō Tanki Daigaku *），简称医短大，是一所位于日本冈山县仓敷市的私立短期大学。

## 概要

### 简介
- 短期大学为于1973年开办[2]、由学校法人川崎学园经营。是男女同校[1]。学生数是1,105个人[3]。

### 历史
- 1973年 川崎医疗短期大学成立并同时设置三个学科[2]。
  - 第一护理科[注 1]
  - 第二护理科[注 2]
  - 临床检查科
- 1977年 两个学科成立[2][4]。
  - 放射线技术科
  - 医疗秘书科第一部[注 3][注 4]
- 1983年 营养科成立[注 7]。医疗秘书科函授教育课程成立[注 3][注 5][2][4]。
- 1988年 一个学科即医疗用电子技术科[注 10][注 11][注 6]成立[2][4]。
- 1994年 一个学科即医疗用设计科[注 8][注 3][注 9]成立[2][4]。
- 2001年 护理福利科[注 12]成立[2][4]。
- 2005年 医疗保育科成立[2][4]。

### 宪章
- 请参看川崎医疗短期大学的标志 （页面存档备份，存于） （日語） 2014年2月10日阅览。

## 学校环境
- 校区：在冈山县仓敷市

## 历任校长
- 川崎佑宣：第一代短期大学校长[5]。
- 山口恒夫：现在短期大学校长[6]

## 组织

### 学科
- 护理科
- 临床检查科
- 放射线技术科
- 医疗护理福利科
- 医疗保育科

### 前学科
- 第一护理科[注 1]
- 第二护理科[注 2]
- 医疗秘书科[注 3][注 4]
  - 第一部[注 3][注 4]
  - 函授教育课程[注 3][注 5]
- 临床工学科[注 6]
- 营养科[注 7]
- 医疗用设计科[注 8][注 3][注 9]

### 专科
- 没有

### 业余课程
| - 没有 |

## 相关链接
- 日本短期大学列表